# Koty (powiat piski)
Koty – uroczysko-dawna miejscowość  w Polsce położona w województwie warmińsko-mazurskim, w powiecie piskim, w gminie Biała Piska.
W XV i XVI w. wieś wymieniana w dokumentach pod nazwami: Lubartowo, Lubartuff, Zdecy, Sdeden, Kotte.
Wieś powstała w ramach kolonizacji Wielkiej Puszczy. Wcześniej był to obszar Galindii. Wieś ziemiańska, dobra służebne w posiadaniu drobnego rycerstwa (tak zwani wolni, ziemianie w języku staropolskim), z obowiązkiem służby rycerskiej (zbrojnej).
Dobra służebne (wieś służebna) lokowane na 15 łanach na prawie magdeburskim z obowiązkiem jednej służby zbrojnej, w przywileju z 1480 r. wymieniane pod nazwą Lubartowo. Osada powstała po 1454 r.

## Obecnie
Miejscowość nie istnieje. Nazwa występuje w zestawieniu geoportal jako uroczysko - dawna miejscowość w miejscu o współrzędnych 53°45′19″N 22°11′14″E/53,755278 22,187222. Napis Koty na skanie mapy jest położony około 1 km na zachód od tego miejsca.